# جعدة باسقة
الجعدة الباسقة (باللاتينية: Teucrium procerum) نوع نباتي يتبع جنس الجعدة من الفصيلة الشفوية.

## الموئل والانتشار
موطنها بلاد الشام.